# Ангел Попов (революционер)
Ангел Янев Попов е български революционер, деец на Вътрешната добруджанска революционна организация.

## Биография
Роден е на 1 януари 1877 година в село Карамурад, Добричко. Занимава се със земеделие, като същевременно е общински съветник, кмет на Средночамурлийската община, окръжен съветник и съдебен заседател. След като Южна Добруджа е попада в Румъния след Междусъюзническата война в 1913 година Попов заедно основава таен комитет, чиято цел е да поддържа духа на българите в Добруджа. Комитетът е във връзка с българското военно министерство и събира разузнавателни сведения за войските, продоволстията, укрепления и движенията на войскови части. Попов обикаля българските селища и създава подобни комитети. В 1916 година по нареждане на военното министерство обикаля Силистренската, Куртбунарската и Аккадънларската околия, в които скицира окопи и укрепления, които тайно предава на министерството. Преди намесата на България в Първата световна война, през август 1916 година е арестуван и откаран в Молдова. Връща се чак през август 1918 година. След като Южна Добруджа е върната на Румъния след края на войната Попов се заема с реорганизирането на революционните комитети на ВДРО. Принуден е да бяга в България след опит за арестуване на 3 април 1919 година. След 9 месеца се завръща и тогавашният окръжен управител го назначава за кмет на общината, което му позволява да работи активно за запазването на българския език и култура. На 27 март 1927 година става голямото предателство от страна на Александър Рашенов – на комитети и архиви, и започва преследване и арестуване на всички членове на ВДРО. Попов успява да избяга в България и задочно е осъден на доживотен затвор. В България се установява в село Вълчи дол, влиза в Добруджанската организация и става член на Висшия Добруджански съвет и постоянен председател на Вълчидолското добруджанско дружество. Румънските власти разрушават цялото му имущество в Карамурад.
На 15 април 1943 година, като жител на Вълчи дол, Провадийско, подава молба за българска народна пенсия, която е одобрена и пенсията е отпусната от Министерския съвет на Царство България.